# كسوف الشمس 11 يوليو 2010
حدث الكسوف الكلي للشمس في 11 يوليو 2010 فوق جنوب المحيط الهادئ . يحدث كسوف الشمس عندما يمر القمر بين الأرض والشمس ، وبالتالي يحجب صورة الشمس كليًا أو جزئيًا عن مشاهد على الأرض. يحدث الكسوف الكلي للشمس عندما يكون القطر الظاهري للقمر أكبر من قطر الشمس ، مما يحجب كل ضوء الشمس المباشر ، ويحول النهار إلى ظلام. حدث هذا الكسوف في نفس يوم نهائي كأس العالم لكرة القدم 2010 .

## الرؤية

خريطة متحركة لرؤية الكسوف فوق جنوب المحيط الهادئ

في هذا اليوم كان الكسوف مرئيًا فوق جزء كبير من جنوب المحيط الهادئ ، حيث لامس العديد من الجزر المرجانية في بولينيزيا الفرنسية ، وجزر كوك ، وجزيرة إيستر.
في هذا اليوم كان الكسوف مشاهداً في بولينيزيا الفرنسية بنسبة 98 في المائة. و حدث تأثير الخاتم الماسي وخرز البيلي .
عند غروب الشمس إنتهى فوق الأطراف الجنوبية للأرجنتين وتشيلي في أمريكا الجنوبية ، بما في ذلك مدينة إل كالافاتى .
حدث انحياز بنسبة 58 ٪ عند غروب الشمس في سانتياغو ، تشيلي ، لكنه لم يكن مرئيًا بسبب الظروف الجوية السيئة.

## ملاحظات

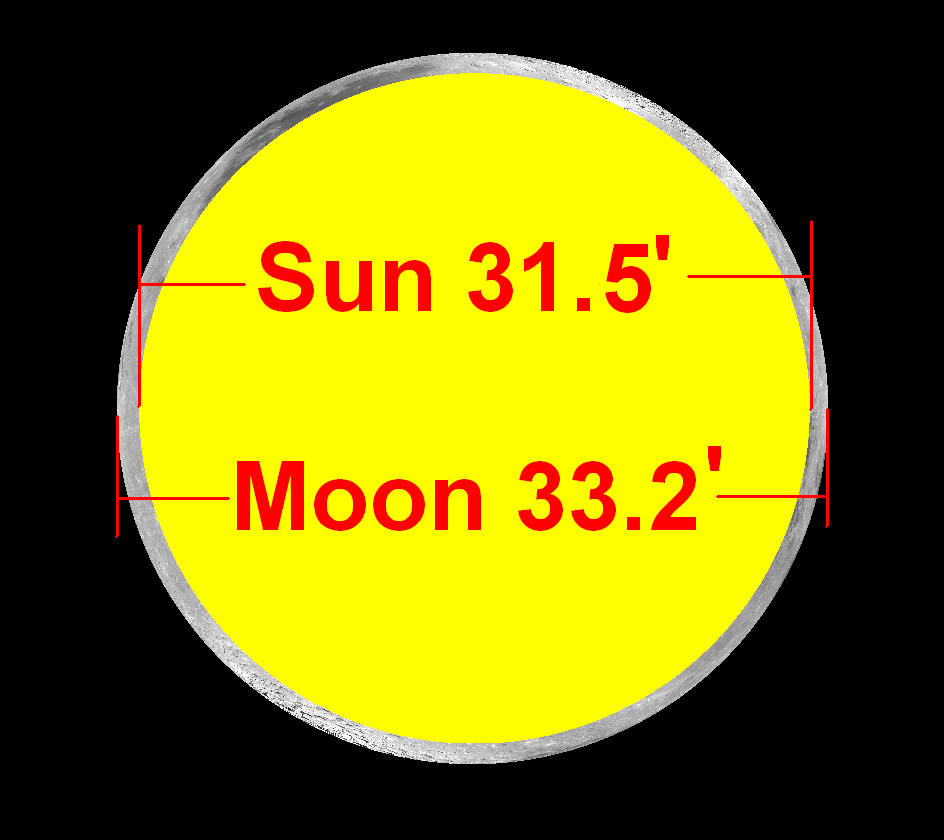
كان قطر القمر أكبر بنسبة 5.805٪ من قطر الشمس ، ويمثله حجم خسوف الجدول أعلاه ، مما يجعل مدة الخسوف طويلة نسبيًا تبلغ 5 دقائق و 20.24 ثانية.

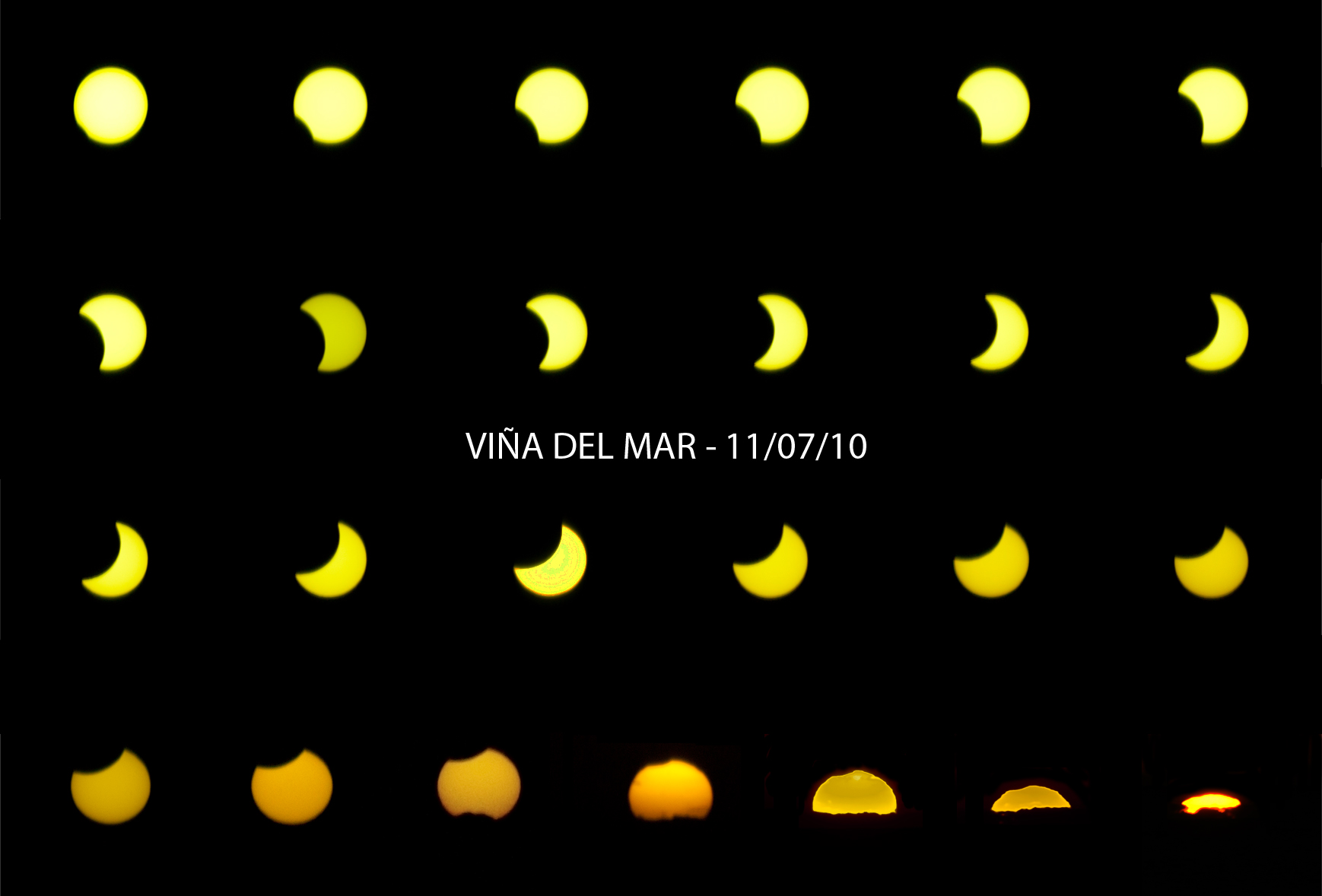
صور متقطعة للكسوف كما تُرى من فينيا ديل مار ، تشيلي

## الخسوفات ذات الصلة

### كسوف 2010
- كسوف حلقي للشمس يوم 15 يناير .
- خسوف جزئي للقمر في 26 يونيو .
- كسوف كلي للشمس في 11 يوليو.
- خسوف كلي للقمر في 21 ديسمبر .

### دورات الكسوف
- وسبق ذلك بأسبوعين خسوف جزئي للقمر في 26 يونيو 2010 .
- في دورة ساروس 146 ، يتكرر هذا الكسوف كل 18 عامًا 11 يومًا ، سابقًا في الكسوف الكلي للشمس في 30 يونيو 1992 ، ثم في الكسوف الكلي للشمس في 22 يوليو 2028 .
- في دورة تسولكين، يتكرر كل 7 سنوات 1 شهر 1 يومًا ، سابقًا كسوف الشمس الحلقي في 31 مايو 2003 ويليه الكسوف الكلي للشمس في 21 أغسطس 2017 .
- في دورة تريتوس ، يتكرر كل 10 سنوات 11 شهرًا ، سابقًا كسوف الشمس الكلي في 11 أغسطس 1999 ويليه كسوف الشمس الحلقي في 10 يونيو 2021 .
- في دورة اينكس، يتكرر كل 29 عامًا مطروحًا منه 20 يومًا ، سابقًا كسوف الشمس الكلي في 31 يوليو 1981 ويليه كسوف الشمس الحلقي في 21 يونيو 2039 .
- سيحدث الكسوف الكلي القادم للشمس في 13 نوفمبر 2012 . ينتهي المسار الكلي على 500 km غرب تشيلي ، لكن الكسوف سيكون جزئيًا عند غروب الشمس من الساحل ، وعلى 2000 km شرق نيوزيلندا .

#### ساروس 146
وهي جزء من دورة Saros 146 وتتكرر كل 18 سنة و 11 يوماً وتحتوي على 76 حدثاً. بدأت السلسلة بكسوف جزئي للشمس في 19 سبتمبر 1541. تنتهي السلسلة في العضو 76 باعتباره كسوفًا جزئيًا في 29 ديسمبر 2893. كانت أطول مدة للإجمالي هي 5 دقائق و 21 ثانية في 30 يونيو 1992 .

#### سلسلة تريتوس
هذا الكسوف هو جزء من دورة تريتوس ، يتكرر عند العقد المتناوبة كل 135 شهرًا متزامنًا (≈ 3986.63 يومًا ، أو 11 عامًا ناقص شهر واحد). مظهرها وخط طولها غير منتظمين بسبب نقص التزامن مع الشهر غير الطبيعي (فترة الحضيض) ، لكن التجمعات المكونة من 3 دورات تريتوس (33 عامًا ناقص 3 أشهر) تقترب (≈ 434.044 شهرًا غير طبيعي) ، لذا فإن الكسوف متشابه في هذه التجمعات.
| أعضاء سلسلة تريتوس بين عامي 1901 و 2100 | أعضاء سلسلة تريتوس بين عامي 1901 و 2100 | أعضاء سلسلة تريتوس بين عامي 1901 و 2100 | أعضاء سلسلة تريتوس بين عامي 1901 و 2100 |
| --------------------------------------- | --------------------------------------- | --------------------------------------- | --------------------------------------- |
| 9 سبتمبر 1904 (ساروس 133)               | 10 أغسطس 1915 (ساروس 134)               | 9 يوليو 1926 (ساروس 135)                |                                         |
| 8 يونيو 1937 (ساروس 136)                | 9 مايو 1948 (ساروس 137)                 | 8 أبريل 1959 (ساروس 138)                |                                         |
| 7 مارس 1970 (ساروس 139)                 | 4 فبراير 1981 (ساروس 140)               | 4 يناير 1992 (ساروس 141)                |                                         |
| 4 ديسمبر 2002 (ساروس 142)               | 3 نوفمبر 2013 (ساروس 143)               | 2 أكتوبر 2024 (ساروس 144)               |                                         |
| 2 سبتمبر 2035 (ساروس 145)               | 2 أغسطس 2046 (ساروس 146)                | 1 يوليو 2057 (ساروس 147)                |                                         |
| 31 مايو 2068 (ساروس 148)                | 1 مايو 2079 (ساروس 149)                 | 31 مارس 2090 (ساروس 150)                |                                         |

#### سلسلة اينكس
هذا الكسوف هو جزء من دورة اينكس طويلة الأمد ، يتكرر عند العقد المتناوبة ، كل 358 شهرًا سينوديًا (≈ 10571.95 يومًا ، أو 29 عامًا ناقص 20 يومًا).
مظهرها وخط طولها غير منتظمين بسبب عدم التزامن مع الشهر غير الطبيعي (فترة الحضيض). ومع ذلك ، فإن مجموعات 3 دورات اينكس (87 سنة ناقص شهرين) تقترب (≈ 1،151.02 شهرًا غير طبيعي) ، لذا فإن الكسوف متشابه في هذه المجموعات.
| أعضاء سلسلة اينكس بين عامي 1901 و 2100: | أعضاء سلسلة اينكس بين عامي 1901 و 2100: | أعضاء سلسلة اينكس بين عامي 1901 و 2100: |
| --------------------------------------- | --------------------------------------- | --------------------------------------- |
| 22 نوفمبر 1919 (ساروس 141)              | 1 نوفمبر 1948 (ساروس 142)               | 12 أكتوبر 1977 (ساروس 143)              |
| 22 سبتمبر 2006 (ساروس 144)              | 2 سبتمبر 2035 (ساروس 145)               | 12 أغسطس 2064 (ساروس 146)               |
| 23 يوليو 2093 (ساروس 147)               |                                         |                                         |

#### سلسلة ميتونيك
تتكرر السلسلة ميتونيك كل 19 عامًا (6939.69 يومًا) ، وتستمر حوالي 5 دورات. يحدث الكسوف في نفس تاريخ التقويم تقريبًا. بالإضافة إلى ذلك ، تتكرر سلسلة اكتون الفرعية 1/5 من ذلك أو كل 3.8 سنوات (1387.94 يومًا). تحدث جميع الكسوفات في هذا الجدول عند العقدة الهابطة للقمر.
| 21 أحداث الكسوف بين 21 يونيو 1982 و 21 يونيو 2058 | 21 أحداث الكسوف بين 21 يونيو 1982 و 21 يونيو 2058 | 21 أحداث الكسوف بين 21 يونيو 1982 و 21 يونيو 2058 | 21 أحداث الكسوف بين 21 يونيو 1982 و 21 يونيو 2058 | 21 أحداث الكسوف بين 21 يونيو 1982 و 21 يونيو 2058 |
| يونيو21                                           | أبريل 8–9                                         | يناير26                                           | نوفمبر 13–14                                      | سبتمبر 1–2                                        |
| 107                                               | 109                                               | 111                                               | 113                                               | 115                                               |
| ------------------------------------------------- | ------------------------------------------------- | ------------------------------------------------- | ------------------------------------------------- | ------------------------------------------------- |
| يونيو21, 1963                                     | أبريل 9, 1967                                     | يناير26, 1971                                     | نوفمبر 14, 1974                                   | سبتمبر 2, 1978                                    |
| 117                                               | 119                                               | 121                                               | 123                                               | 125                                               |
| يونيو21, 1982                                     | أبريل 9, 1986                                     | يناير26, 1990                                     | نوفمبر 13, 1993                                   | سبتمبر 2, 1997                                    |
| 127                                               | 129                                               | 131                                               | 133                                               | 135                                               |
| يونيو21, 2001                                     | أبريل 8, 2005                                     | يناير26, 2009                                     | نوفمبر 13, 2012                                   | سبتمبر 1, 2016                                    |
| 137                                               | 139                                               | 141                                               | 143                                               | 145                                               |
| يونيو21, 2020                                     | أبريل 8, 2024                                     | يناير26, 2028                                     | نوفمبر 14, 2031                                   | سبتمبر 2, 2035                                    |
| 147                                               | 149                                               | 151                                               | 153                                               | 155                                               |
| يونيو21, 2039                                     | أبريل 9, 2043                                     | يناير26, 2047                                     | نوفمبر 14, 2050                                   | سبتمبر 2, 2054                                    |
| 157                                               |                                                   |                                                   |                                                   |                                                   |
| يونيو21, 2058                                     |                                                   |                                                   |                                                   |                                                   |